# Beta Systems

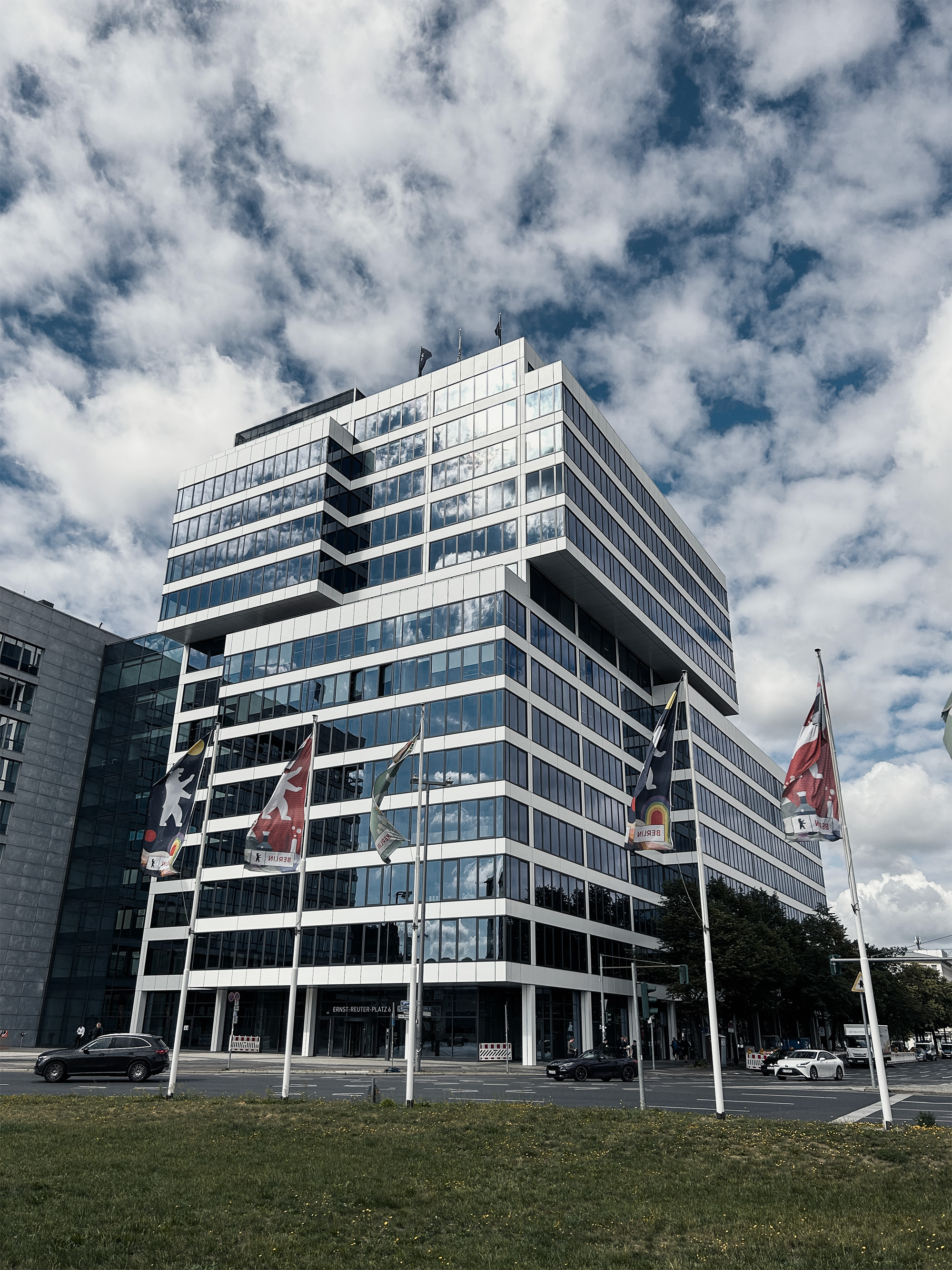
Hauptsitz der Beta Systems Software AG am Ernst-Reuter-Platz in Berlin

Die Beta Systems Software AG ist ein unabhängiger Softwareanbieter, der Softwarelösungen für die Automatisierung, Dokumentation, Analyse und Überwachung von IT-Prozessen entwickelt. Das Unternehmen ist in den Geschäftsbereichen Workload Automation (WLA) und Observability, Data Center Intelligence (DCI) sowie Identity & Access Management (IAM) aktiv. Die Produkte können in der Cloud oder On-Premise genutzt werden und sind global in führenden Unternehmen und Institutionen im Einsatz. Auch ein SaaS-Modell (Software as a Service) wird unterstützt.
Beta Systems wurde 1983 gegründet, ist seit 1997 börsennotiert und beschäftigt konzernweit ca. 650 Mitarbeitende. Hauptsitz des Unternehmens ist Berlin (Charlottenburg-Wilmersdorf). Die Beta Systems Group ist mit Entwicklungszentren in Köln, München, Neustadt an der Weinstraße und Calgary sowie international mit mehr als 20 eigenen Konzerngesellschaften vertreten. Weltweit setzen mehr als 800 Kunden Produkte und Lösungen von Beta Systems ein.
Die Aktien der Beta Systems AG wurden ehemals im regulierten Markt gehandelt. Im September 2017 wechselte das Unternehmen in den Entry Standard im Open Market (Freiverkehr). Seit März 2017 notiert die Aktie im neugeschaffenen Scale-Segment der Deutschen Börse.

## Geschichte
Beta Systems wurde 1983 durch Alfred Tauchnitz, Bill Schmidt und James Henderson gegründet. Im selben Jahr sollte noch das erste Produkt vorgestellt werden: das Beta 91 Quality Management System zur Qualitätssicherung von Input-Daten. 1984 folgte mit dem Beta 92 Process History Manager ein Produkt zur Kontrolle und Archivierung von Job-Logs. Die folgenden Jahre nutzte das Unternehmen zur Expansion und für den Erwerb weiterer Produkte. 1991 liefen die Vorbereitungen für den Börsengang. Beta Systems wurde in diesem Jahr auch von IBM im Rahmen des SystemView-Partnerprogramms als erster europäischer Partner ausgewählt. 
Der Börsengang des Unternehmens gelang schließlich 1997. Ein Jahr später übernahm Beta Systems das Unternehmen Harbor Systems Management und integrierte deren Speichertechnologien in ihre eigenen Produkte. Seit der Jahrtausendwende erschien vermehrt neue Software und es wurden weitere Unternehmen übernommen. Im März 2024 ist Beta Systems dem Amazon Partner Network (APN) beigetreten und seither offizieller AWS-Partner.

### Akquisitionen und Verkäufe der Beta Systems Software AG
- Das Unternehmen übernahm 1998 Harbor Systems Management, 2003 Systor Security Solutions GmbH, 2005 Kleindienst Datentechnik AG, 2008 SI Software Innovation und 2009 Detec Decision Technology Software GmbH sowie Detec Software Products GmbH.
- Im Juni 2010 verkaufte Beta Systems Software AG den Geschäftsbereich Enterprise Content Management (ECM) an die BancTec-Gruppe.[5]
- Mit Wirkung zum 31. Juli 2012 wurde die Detec Software GmbH (hervorgegangen aus Detec Decision Technology Software GmbH und Detec Software Products GmbH) an Unicom Systems, Inc. verkauft.[6]
- Am 22. Dezember 2014 gab die Beta Systems Software AG den vollständigen Erwerb der Geschäftsanteile der Münchener Horizont Software GmbH rückwirkend zum 1. Oktober 2014 bekannt.[7]
- Seit Anfang 2018 gehören die Lynet Kommunikation AG und die Auconet GmbH (heute Infraray GmbH) zur Beta Systems Group.[8][9]
- Im Juli 2019 gab Beta Systems die Akquisition einer Mehrheitsbeteiligung an der Habel / Akzentum Gruppe bekannt.[10]
- Seit Dezember 2019 gehört die polnische infinIT Codelab Sp. z o.o. zur Beta Systems Group.[11]
- Die Anteile an der Lynet Kommunikation AG wurden im Mai 2021 an die Convotis Gruppe veräußert.[12]
- Beta Systems kaufte im Oktober 2023 das polnische Softwareunternehmen InfiniteDATA Sp. z o.o.[13]
- Im Oktober 2023 verkaufte das Unternehmen ihre Anteile an der Proxess Holding GmbH an die Easy Software AG.[14]
- Im Juni 2024 wurde die European Mainframe Academy GmbH (EMA) Teil der Beta Systems Gruppe[15]. Die EMA ist im deutschsprachigen Raum ein führender Anbieter im Bereich der Wissensvermittlung zur Anwendung modernster Technologien im Mainframe-Umfeld sowie angrenzender Technologien.

## Niederlassungen
Die Beta Systems Software AG ist ein international tätiges Softwareunternehmen mit wichtigen Entwicklungsstandorten in Köln, München, Neustadt (Weinstraße), Warschau, Stettin, Breslau und Calgary. Neben dem Hauptsitz in Berlin unterhält das Unternehmen zahlreiche Niederlassungen weltweit, um seinen Kunden optimalen Support zu bieten. Insgesamt verfügt Beta Systems über mehr als 20 Konzerngesellschaften.

### Standorte in Deutschland
- Berlin
- Köln
- Leipzig
- München
- Neustadt an der Weinstraße
- Rengsdorf
- Rietheim-Weilheim

### Internationale Standorte
- Belgien (Brüssel)
- Frankreich (Paris)
- Italien (Mailand)
- Kanada (Calgary)
- Österreich (Wien)
- Philippinen (Makati)
- Polen (Warschau, Stettin und Breslau)
- Portugal (Lissabon)
- Schweden (Stockholm)
- Schweiz (Zürich)
- Spanien (Madrid)
- Tschechien (Budweis)
- USA (Washington D.C.)
- Vereinigtes Königreich (London)

### Tochtergesellschaften
Die Beta Systems DCI Software AG ist eine Tochtergesellschaft der Beta Systems Software AG und spezialisiert auf Softwarelösungen zur Automatisierung von Geschäftsprozessen in Großunternehmen, bei IT-Dienstleistern, in öffentlichen Einrichtungen und mittelständischen Betrieben. Sie bietet leistungsstarke und skalierbare Produkte für die Massendatenverarbeitung in Rechenzentren, insbesondere in den Bereichen Output-, Job- und Log-Management sowie Mainframe-Access-Management
Die Beta Systems IAM Software AG bietet Identity Access Management-Software für mittelständische und große Unternehmen. Ihre Lösungen schützen IT-Zugriffsrechte von Anwendern zuverlässig und gewährleisten die Einhaltung gesetzlicher Vorschriften.
Die 1993 gegründete HORIZONT Software GmbH, seit 2014 eine hundertprozentige Tochter der Beta Systems DCI Software AG, ist auf Workload Automation und Scheduling spezialisiert. Das Münchener Unternehmen mit rund 25 Mitarbeitenden bietet IT-Lösungen zur Automatisierung, Dokumentation und Analyse von IT-Abläufen und Prozessen in Rechenzentren.
Die Infraray GmbH wurde 1998 gegründet und bietet Lösungen für Netzwerkmanagement, Netzwerksicherheit, IT-Infrastrukturmanagement, Clouding, Netzwerkautomatisierung und Business Infrastructure Control. Die ITOM-Plattform Infraray BICS ermöglicht die Steuerung großer, heterogener Unternehmensnetzwerke und unterstützt das Management von Netzwerk- und Endgeräten aller Hersteller. Seit Anfang 2018 gehört Infraray zur Beta Systems Gruppe.
Beta Systems Software Sp. z o. o. (zuvor InfiniteDATA) ist ein führender Anbieter für Workload-Automatisierung mit Standorten in Polen und auf den Philippinen. Das Unternehmen gehört seit Oktober 2023 zur Beta Systems Gruppe.
Codelab Sp. z o.o. bietet IT- und Produktentwicklungsdienstleistungen und ist seit Dezember 2019 Teil der Beta Systems Gruppe. Mit über 200 interdisziplinären Ingenieuren an den Standorten Stettin und Breslau entwickelt Codelab Softwarelösungen für führende Unternehmen in den Bereichen Automotive, Avionik, Embedded, IoT, Web-Portale, mobile Anwendungen und Contact Centers Deployment.

## Produkte
Das aktuelle Produktportfolio der Beta Systems Software AG umfasst Lösungen in den Bereichen Workload Automation und Orchestration, Identity & Access Management, Output Management, Log Management und IT Operations Management – sowohl für lokale Rechenzentren (On-Premise) als auch für Cloud-Umgebungen (SaaS).
- ANOW! ist eine moderne Automatisierungs- und Orchestrierungsplattform, die eine zentrale Steuerung von IT-Umgebungen, Plattformen und Tools ermöglicht. Sie bietet Unternehmen eine sichere und skalierbare Workload-Automation-Lösung, die IT-Prozesse optimiert, die Produktivität steigert und Kosten senkt.
- Beta JobZ ist eine leistungsstarke Job-Scheduling-Software für z/OS, die dezentrale Server und Anwendungen mit dem Mainframe verbindet und automatisierte Prozesse plattformübergreifend steuert. Unterstützt werden alle Mainframe-Scheduler und gängigen Betriebssystem-Plattformen.
- Beta DocX ist eine Dokumentenmanagement-Software, die Dokumente systemunabhängig speichert, zentral archiviert, revisionssicher verwaltet und eine flexible Bereitstellung sowie Aufbereitung von Daten für verschiedene Anwendungen und den Massendruck ermöglicht.
- Beta DocZ ist eine umfassende Softwarelösung für die Verwaltung, Speicherung, Archivierung und Bereitstellung umfangreicher Dokumentendaten auf dem Mainframe. Unter z/OS können Datenquellen aus dem gesamten Unternehmen integriert und in einem zentralen Archiv gespeichert werden.
- Beta LogX ist eine Log-Management-Lösung, die Logdaten plattform- und formatübergreifend zentralisiert, aus verschiedenen Quellen bündelt und für den unternehmensweiten Zugriff bereitstellt.
- Beta LogZ ermöglicht eine effiziente, zentralisierte Logdatenverwaltung. Die Software unterstützt Unternehmen bei der Speicherung, Archivierung und Bereitstellung umfangreicher Logdaten und von Job-Output aus dem Workload-Management.
- Garancy ist ein Full-Service-IAM-System, das Benutzerberechtigungen effizient verwaltet und Zugriffsrechte auf ein erforderliches Minimum beschränkt. Mit Garancy steuern und überwachen Unternehmen den Zugriff auf Daten und Anwendungen gemäß den organisatorischen Anforderungen und fachlichen Rollen der Benutzer.
- IWS Tools wurden speziell für IBM Workload Scheduler (IWS) z/OS entwickelt und stellen nützliche Funktionen bereit, mit denen Unternehmen ihre IBM Workload Automation Produkte einfacher und effizienter nutzen und betreiben.
- Infraray BICS (Business Infrastructure Control System) ist eine zentrale Plattform für die transparente und sichere Verwaltung von IT-Infrastrukturen. Die Software ermöglicht eine detaillierte Erkennung, Überwachung und Steuerung komplexer Netzwerkumgebungen.

Neben diesen gehören noch viele weitere Produkte zum Portfolio von Beta Systems, darunter Beta Access, Beta CheckZ, Beta Control, Beta View, LDMSZ, Operlog Tools, ProcMan, SmartJCL und XINFO.